# Dylów A
Dylów A (prononciation [ˈdɨluf a]) est un village de la gmina de Pajęczno, du powiat de Pajęczno, dans la voïvodie de Łódź, situé dans le centre de la Pologne.
Il se situe à environ 3 kilomètres au nord-ouest de Pajęczno (siège de la gmina et du powiat) et 77 kilomètres au sud-ouest de Łódź (capitale de la voïvodie).

## Administration
De 1975 à 1998, le village était attaché administrativement à l'ancienne voïvodie de Częstochowa.

Depuis 1999, il fait partie de la nouvelle voïvodie de Łódź.